# Bedřich Fritta

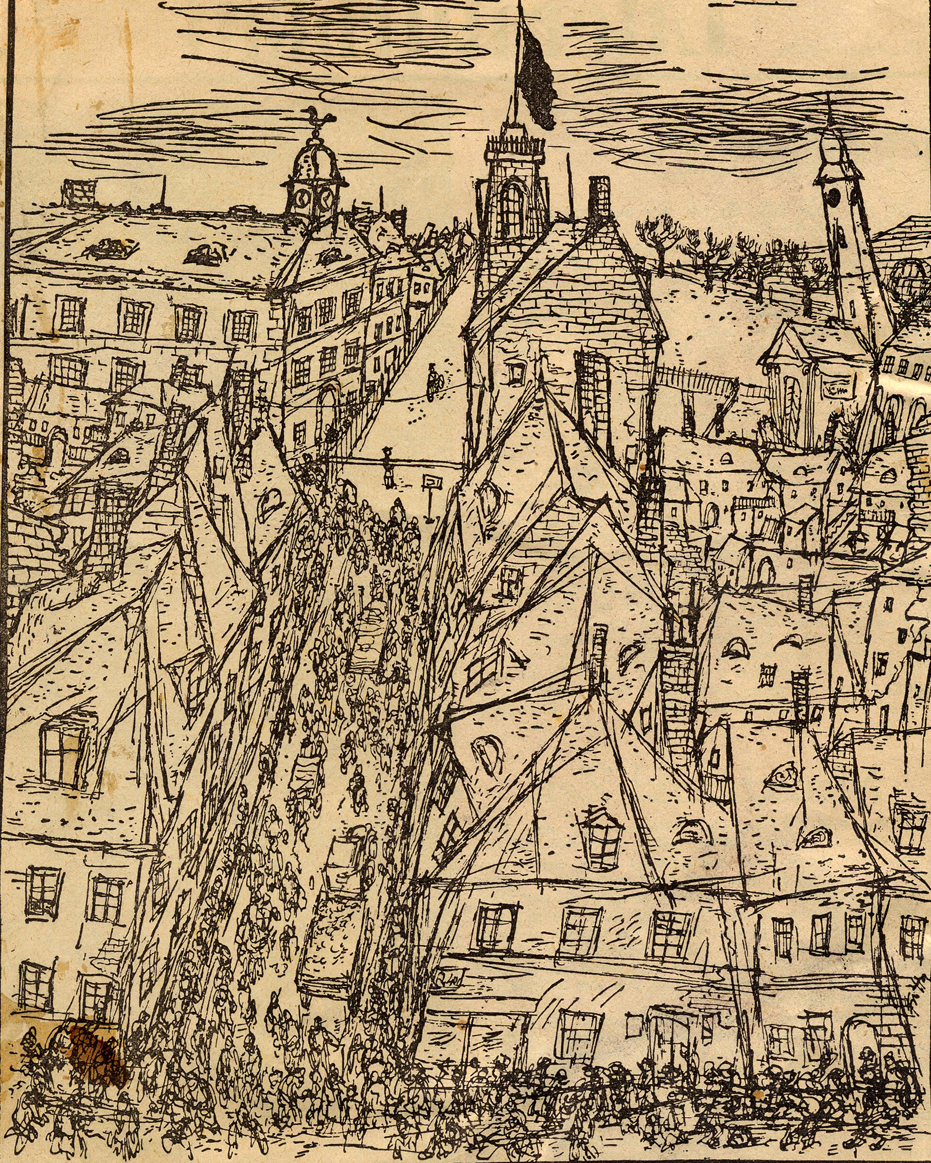
Bedřich Fritta, Vue de Theresienstadt.

Bedřich Fritta, né Fritz Taussig le 19 septembre 1906 à Višňová et mort le 8 novembre 1944 à Auschwitz, est un artiste et caricaturiste tchécoslovaque. Avant la guerre, il contribue au journal satirique tchèque Simplicus, dérivé du périodique allemand Simplicissimus. Il est déporté en 1941 au camp de concentration de Theresienstadt, où il dirige un service de dessin technique, il bénéficie ainsi de matériel de dessin fourni par les allemands, ce qui va lui permettre de réaliser une grande partie de ses œuvres. Six mois après lui, sa femme Teresa et leur fils Tommy sont internés avec lui.   A travers ses dessins sombres en noir et blanc, il dénonce l'horreur de la Shoah en Bohême-Moravie. Pour les trois ans de son fils, le 22 janvier 1944, il réalise pour lui un album de dessins plein de promesses d'avenir, de voyage et de bonheur qu'il conclut par ses mots : "Ce livre est le premier d'une longue série que je veux peindre pour toi !". En juin 1944, il est arrêté avec d'autres artistes pour avoir fait sortir des dessins du camp, torturé et interrogé notamment par Adolf Eichmann, puis condamné en octobre 1944 pour « propagande de terreur » et déporté à Auschwitz où il mourra quelques jours après son arrivée.
Sa femme Teresa meurt du typhus en février 1945. Tommy a survécu et est mort en 2015. 
Le livre des dessins "Pour Tommy" a été publié en France en janvier 2023. 

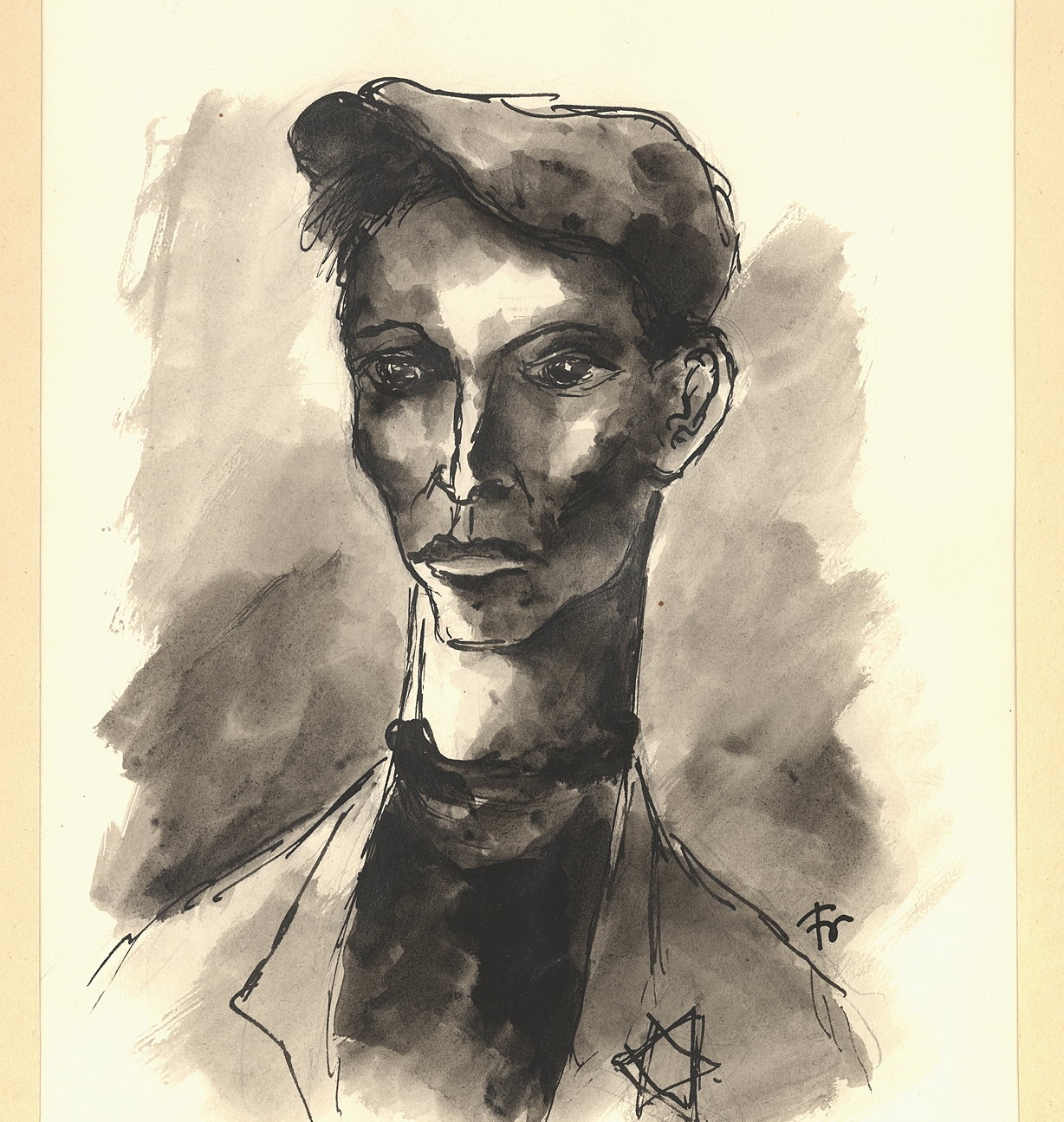
Dessin à la plume d'un ouvrier juif à Theresienstadt attribué à Bedřich Fritta, Theresienstadt, 1942. Dans la collection du Musée juif de Suisse.